# 83 Ursae Majoris
83 Ursae Majoris, som är stjärnans Flamsteed-beteckning, är en trolig dubbelstjärna belägen i den mellersta delen av stjärnbilden Stora björnen, som också variabelbeteckningen IQ Ursae Majoris. Den har en högsta kombinerad skenbar magnitud på ca 4,63 och är svagt synlig för blotta ögat där ljusföroreningar ej förekommer. Baserat på parallaxmätning inom Hipparcosuppdraget på ca 6,2 mas, beräknas den befinna sig på ett avstånd på ca 520 ljusår (ca 161 parsek) från solen Den rör sig närmare solen med en heliocentrisk radialhastighet av ca -19 km/s.

## Egenskaper
Primärstjärnan 83 Ursae Majoris A är en röd jättestjärna av spektralklass M2 III. Den är en marginell bariumstjärna som visar ett ökat överskott av s-processelement i dess yttre atmosfär. Detta material kan ha förvärvats under en tidigare massöverföring från en nu vit dvärgföljeslagare, eller självberikats av en muddring under den asymptotiska jättegrenprocessen. Den har en radie som är ca 56 solradier och  en effektiv temperatur av ca 3 700 K.
83 Ursae Majoris är en halvregelbunden variabel av SRB-typ, som varierar mellan fotografisk magnitud +4,69 och 4,75 utan någon fastställd periodicitet. Percy och Au (1994) identifierade den som en röd variabel med liten amplitud i ett oregelbundet beteende, med en karakteristisk tidsskala på 20 dygn.